# アーサー・ビナード
アーサー・ビナード（Arthur Binard、1967年7月2日 - ）は、アメリカ合衆国ミシガン州生まれの詩人・俳人、随筆家、翻訳家。広島市に在住。

## 経歴
20歳でヨーロッパへ渡り、ミラノでイタリア語を習得し、ニューヨーク州コルゲート大学英米文学部を卒業した。卒業論文作成時に漢字や日本語に興味を持ち、1990年6月に単身渡日。日本語学校で教材として使用されている小熊秀雄の童話『焼かれた魚』を渡日後に英訳したことをきっかけに、日本語で詩作、翻訳を始める。現在は活動の幅をエッセイ、絵本、ラジオパーソナリティなどに広げ、自身の主義に基づく講演なども日本国内各地で行う。9条の会会員で、リベラリストである。妻は詩人の木坂涼である。

## 受賞
- 2001年 - 詩集『釣り上げては』（思潮社）で中原中也賞受賞。
- 2005年 - エッセイ『日本語ぽこりぽこり』（小学館）で講談社エッセイ賞受賞。
- 2007年 - 絵本『ここが家だ ベンシャーンの第五福竜丸』（集英社）で日本絵本賞受賞。
- 2008年 - 詩集『左右の安全』（集英社）で山本健吉文学賞（詩部門）受賞。
- 2012年 - ひろしま文化振興財団、第33回広島文化賞（個人の部）受賞。
- 2013年 - 絵本『さがしています』（童心社）で第44回講談社出版文化賞絵本賞、第60回産経児童出版文化賞ニッポン放送賞受賞。
- 2017年 - 第6回早稲田大学坪内逍遙大賞奨励賞受賞。
- 2018年 - 絵本『ドームがたり』（玉川大学出版部）で日本絵本賞受賞。

## 人物・エピソード
- 納豆が好物で、自身の名前「Arthur Binard」を漢字表記で「朝美納豆」として名刺に併記している。
- 都内や近郊の移動に、自転車を多用している。
- 大学在学中に交際していた女性を追って20歳の時イタリアに渡ったが、後にニューヨークに戻り復学した。
- 埼玉県教職員組合主催の国際女性デー関連の集会に招かれた際、講演のタイトルを「さいたさいたセシウムがさいた」としたところ抗議が寄せられ[2]て中止となった。このタイトルは、アーサーが「本来なら花が咲き喜ばしい春の訪れを台無しにした原発事故の大変な状況を伝えたい」と提案した[3]。

## 出演

### テレビ番組
- 視点・論点（NHK教育テレビ）
  - 「核時代のオデュツセア」（2006年10月25日）
  - 「美しい国のラムネ」（2007年2月2日）
  - 「産婆になりましょう」（2007年8月3日）
  - 「方言の横町バまがたら」（2007年10月24日）
  - 「かび・さびの世界」（2008年5月22日）
  - 「日本語の坂　英語の群」（2009年4月27日）
  - 「太宰生誕100年　太宰の笹もち・太宰の疎開」（2009年6月18日）
  - 「『ふしぎの国のアリス』の不思議」（2009年8月27日）
- 地球エコ2009「アースウォッチャー 月から見た地球」（NHK総合テレビ、2009年2月1日）
- クローズアップ現代「世界を魅了する日本の歌謡曲〜由紀さおり ヒットの秘密〜」（NHK総合テレビ、2012年2月21日） - ゲスト
- ウィークリーニュースONZE（BS11イレブン、2013年4月 - 2016年3月） - 月1回「日本人探訪」コーナー出演
- ニュースザップ（BSスカパー!、2014年10月9日 - 2017年） - 水曜レギュラーコメンテーター

### ウェブ番組
- デモクラTV（YouTube）『アーサー・ビナード「外人力」』

### ラジオ
- 日曜らくだ倶楽部（青森放送、1996年10月 - 1998年3月） - 「アーサー・ビナード自転車旅日記」に出演
- 吉田照美 ソコダイジナトコ（文化放送、2007年4月2日 - 2013年3月28日・木曜日コメンテーターとして「エルフモーニングダッシュ」「ニュースのポイント」に出演）
  - 吉田照美と共著『賞味期限知らず』（小学館）を2008年11月5日に発表した。
  - 2009年1月1日、9月17日の放送で休暇中の吉田照美に代わり、「アーサー・ビナード ソコダイジナトコ」としてパーソナリティを務める。
- みのもんたのウィークエンドをつかまえろ（文化放送、2009年1月24日） - ゲスト
- 英語ものしり倶楽部（NHKラジオ第2、2009年1月10・17・24・31日）　インタビュー
- 太田英明・小泉麻耶のアソブココロ倶楽部（文化放送、2009年4月4・11・18・25日）　ゲスト
  - 文化放送4月4日放送分はプロ野球（デーゲーム）生中継であったため、東海ラジオへの裏送り。
- くにまるワイド ごぜんさま〜（文化放送、2009年9月22・24・25日） - 『邦流』ゲスト
- サタデー夢ラジオ（青森放送、2004年4月 - 2012年9月） - 月1回のパーソナリティ（それ以前は「アーサーのすぐに本題」にコーナー出演）
- ラジオ深夜便（NHKラジオ第1、2012年4月16日）
- GO!GO!らじ丸（青森放送、2014年10月-2016年3月） - 月1回水曜日のパーソナリティ
- 吉田照美 飛べ!サルバドール（文化放送、2013年4月 - 2016年3月） - サルバドール知恵袋 木曜に出演
- 戦後70年特別企画 アーサー・ビナード「探しています」（文化放送・HBCラジオ・TBCラジオ・ラジオ沖縄、2015年4月 - 2016年3月）[4]
- アーサー・ビナード 午後の三枚おろし（文化放送、NRN各局でも放送、2017年4月 - 2022年3月）[5]
- 戦後75年特別企画「封印された真実〜軍属ラジオ」（文化放送、2020年8月15日）※2021年のギャラクシー賞・ラジオ部門 大賞、及び日本民間放送連盟賞・ラジオ グランプリ受賞
- 市民のための自由なラジオ Light UP!「アーサー・ビナードのワカルラジオ」（コミュニティーFM・ネットラジオ、一般社団法人自由なラジオ製作、2016年5月 - ）
- アーサー・ビナード ラジオぽこりぽこり（文化放送、2022年4月 - ）
- イマなまっ!（中国放送）
- 情熱報道ライブ ニューズ・オプエド（NOBORDER NEWS TOKYO）

## 連載

### 現在
- 『アンクル・リーマスの語った話』…花椿（資生堂月刊誌）
- 『日々のとなり』…マガジンアルク　（アルク）

### 過去
- 『へそくりヶ丘日本語3丁目』…週刊現代（講談社）

## 著書
- 『Our cup of tea　ティータイムがと・く・い』牛嶋浩美絵（1999年8月）星雲社
- 『釣り上げては　詩集』（2000年7月）思潮社
- 『どんなきぶん？』（2001年11月）福音館書店
- 『空からやってきた魚』（2003年7月）草思社　　「空からきた魚」集英社文庫
- 『くうきのかお』（びじゅつのゆうえんち）（2004年10月）福音館書店
- 『日本語ぽこりぽこり』（2005年2月）小学館
- 『はらのなかのはらっぱで』長野仁監修・解説、九州国立博物館 企画・原案（2006年11月）フレーベル館
- 『出世ミミズ』（2006年2月）集英社文庫
- 『日々の非常口』（2006年8月）朝日新聞社　新潮文庫、2009
- 『左右の安全』（2007年10月）集英社
- 『ゴミの日-アーサービナード詩集』古川タク絵（詩の風景）（2008年8月）理論社
- 『亜米利加ニモ負ケズ』（2011年1月）日本経済新聞出版社　新潮文庫、2014
- 『アーサーの言の葉食堂』アルク, 2013
- 『もしも、詩があったら』光文社新書 2015

### 共編著
- 『Timeless-中川隆写真集』共著（1995年6月）小学館
- 『おーい、カナブーン』沼野正子え（1998年8月）福音館書店
- 『かじだ、しゅつどう　英語版-Fire! We're On The Way!（こどものともファーストイングリッシュブック）（2000年3月）　福音館書店
- 『いちご　英語版-Strawberries（こどものともファーストイングリッシュブック）（2000年3月）　福音館書店
- 『音と絵で覚える子ども英語じてん』（三省堂ワードブック）久埜百合共編、ながたはるみ、村山鉢子 絵（2000年6月）三省堂
- 『賞味期限知らず』吉田照美共著（2008年11月　小学館）
- 『ことばメガネ』 (考える絵本) 古川タク絵. 大月書店, 2010
- 『さがしています』岡倉禎志写真. 童心社, 2012
- 『ドームがたり (未来への記憶)スズキコージ画. 玉川大学出版部, 2017
- 『知らなかった、ぼくらの戦争』編著. 小学館, 2017
- 『ずっとずっとかぞく」ジョエル・サートレイ写真, ハーパーコリンズ・ジャパン, 2018
- 『わたしの森に』田島征三絵. くもん出版, 2018

### 翻訳
- 小熊秀雄『焼かれた魚』（1993年12月）透土社
- ジェシカ・スパニョール作『カーロ、せかいをよむ-　きりんのカーロ（1）』（2002年12月）フレーベル館
- ジェシカ・スパニョール作『カーロ、せかいをかぞえる-　きりんのカーロ（2）』（2002年12月）フレーベル館
- A FRIEND（2004年11月15日）玉川大学出版部
- よぐちたかお作『うごく浮世絵！？』（びじゅつのゆうえんち）（2005年1月）　福音館書店
- ドン・フリーマンさく『ダンデライオン』（世界傑作絵本シリーズ）（2005年2月）福音館書店
- 小熊秀雄文,ビナード英訳,市川曜子画『焼かれた魚-The Grilled Fish』（2006年1月）パロル舎
- ベン・シャーン絵, ビナード構成・文『ここが家だ　ベン・シャーンの第五福竜丸』（2006年9月）集英社
- フィリップ・ヴェヒター作・絵『ひとりぼっち？』（2007年11月）徳間書店
- 『日本の名詩、英語でおどる』編訳（2007年12月）みすず書房
- ブライアン・ワイルドスミス作『あつまるアニマル』（2008年10月）講談社
- トニー・ミトン 文, ポール・ハワード 絵『どうして どうして？』（2009年8月）　小学館
- エリック・カール作『ホットケーキできあがり！』（2009年9月）偕成社
- ボブ・ディラン作, ポール・ロジャース絵『はじまりの日』（2010年3月）岩崎書店
- 『ガラガラヘビの味　アメリカ子ども詩集』木坂涼共編訳（岩波少年文庫、2010年）
- アーノルド・ローベル, エイドリアン・ローベル彩色『カエルもヒキガエルもうたえる』（2010年8月）長崎出版
- ジャンニ・ロダーリ作, ペフ 絵『キンコンカンせんそう』（2010年8月）講談社
- 江口美喜男 日本語『ジョン万次郎物語』（2011年2月）ラボ教育センター
- マイケル・フォアマン さく『どうぶつ　どうして　どんどんどんと』（2011年2月）岩崎書店
- シャーロット・ミドルトン 作・絵『タンポポたいへん』（2011年4月）すずき出版
- ミッシャ・ダムヤン文, ギアン・カスティ絵『ほんとうのサーカス』（2011年5月）BL出版
- 若松丈太郎詩,ビナード 英訳, 齋藤さだむ 写真『ひとのあかし　What Makes Us』（2012年1月）清流出版
- 『小池邦夫の落書帖』英訳（2012年1月）文化出版局
- 『泥沼はどこだ〜言葉を疑い、言葉でたたかう』小森陽一共著（2012年2月）かもがわ出版
- 『イッツ・ア・スモールワールド みんなとなりどうし』ジョーイ・チョウ え, ビナード にほんごし. 講談社, 2012
- ボブ・ギル 作『プレゼント』ほるぷ出版、2012
- アーノルド・ローベル作, エイドリアン・ローベル彩色『このフクロウったら!このブタったら!』訳詩. 長崎出版、2013
- ジョニー・ダドル作『かいぞくゴックン』ポプラ社、2013
- エリック・カール作『プレッツェルのはじまり』偕成社、2013
- 『すばらしいみんな』ティム・ホプグッドえ, ビナード やく. 岩崎書店, 2014
- エリック・カール作『えをかくかくかく』偕成社、2014.
- エリック・カール作『いちばんのなかよしさん』偕成社、2015
- パット・ジトロー・ミラーさく, ジル・マケルマリー え『みんなみんないただきます』BL出版、2017
- カーソン・エリスさく『なずずこのっぺ?』フレーベル館、2017
- マーガレット・ワイルド 文, フレヤ・ブラックウッド絵『この本をかくして』岩崎書店、2017
- モーリス・センダック『父さんがかえる日まで』偕成社、2019